# 정경석
정경석은 대한민국의 변호사이다. 엔터테인먼트 분야를 전문적으로 변론하였다. 2014년 문화체육관광부 소관 민간단체 <게임문화재단>의 제4대 이사장에 선임되었다. 서울대학교 법학과를 졸업하였고 워싱턴 대학교 로스쿨에서 수학하였다. 1996년 제38회 사법시험에 합격하였고 김장리 법률사무소, 법무법인 두우, 법무법인 케이씨엘, 법무법인 세화 등에서 근무하였으며 2012년 법무법인 중정을 설립하였다. 그 이외에 동명이인으로는 남북청소년중앙연맹 총재가 있다.

## 저서
- 《엔터테인먼트 비즈니스 분쟁사례집》. 청림출판. 2004년. ISBN 9788935205349
- 《지적재산권 이야기》. 법률정보센타. 2006년. ISBN 9788992030083
- 《민사집행법판례해설》. 유로. 2007년. ISBN 9788995882344